# Hans Kinsky von Wchinitz und Tettau
Hans Kinsky von Wchinitz und Tettau (nome completo in tedesco: Johannes Karl Augustinus Bonaventura Maria Theresia; Praga, 22 marzo 1937 – Graz, 5 agosto 2004) è stato un politico austriaco.

## Biografia

### Formazione e matrimonio
Il conte Hans nacque a Praga nel 1937, come terzo dei sette figli di Ferdinand Carl (1907-1969) e della contessa Henriette Caroline von Ledebur-Wicheln (1910-2002). Tra i suoi fratelli vi erano Ferdinand e Marie. Crebbe a Horažďovice fino al 1945, quando la sua famiglia fu espropriata per effetto dei decreti Beneš e internata in un campo di concentramento.
Dopo sei mesi riuscirono a stabilirsi in Baviera, dove Hans condusse gli studi elementari fino al 1947. Da allora frequentò il Gymnasium des Säftes all'abbazia di Ettal, completando nel 1955 l'esame di maturità. Lavorò in imprese agricole del Baden-Württemberg fino al 1957 e divenne ingegnere nel 1961, dopo gli studi svolti presso le scuole agrarie di Weihenstefan e Bonn. Per tre anni lavorò in Canada presso una fattoria della Columbia Britannica.
Il 5 settembre del 1964 sposò a Vienna la contessa Eleonore "Nora" Marie Therese Aglaë von und zu Trauttmansdorff-Weinsberg (Pottenbrunn, 8 febbraio 1938), terzogenita di Josef Hieronymus (1894-1945; abiatico di Maria Francesca del Liechtenstein) e di Helen Economo von San Serff (1908-1945). Dal 1966 gestì l'azienda agricola e forestale del castello di Stadl an der Baar a Mitterdorf an der Raab, che fu acquistato dalla moglie e poi ammodernato nel 1972 poiché in stato di fatiscenza.

### Carriera politica
In politica fu un convinto federalista e rappresentò gli interessi della sua professione. Nel 1982 salì alla presidenza dell'Associazione dei datori di lavoro per l'agricoltura e la silvicoltura della Stiria. Divenne il vicepresidente dell'Associazione principale delle imprese agricole e forestali austriache nel 1985.
Dal 1986 mantenne il ruolo di presidente distrettuale del Partito Popolare Austriaco a Weiz e presiedette l'Associazione dei proprietari forestali della Stiria dal 1990. Come presidente dell'organizzazione proHolz Steiermak dal 1991, fu tra i cofondatori della società Holzclusters Steiermark. Era suo obiettivo adattare l'industria stiriana del legno alle esigenze europee, oltre che aumentarne l'importanza a livello federale.
Nello stesso anno entrò nel Landtag della Stiria e per ventidue anni lavorò in qualità di consigliere presso la Camera distrettuale dell'agricoltura e della silvicoltura di Weiz. Durante la sessione parlamentare del 7 novembre del 2000 venne eletto terzo presidente del Landtag, ricevendo 53 voti validi su 56. Condivise la presidenza con Reinhold Purr e Anna Rieder.
Morì in carica a causa di un cancro all'età di 67 anni, nella notte del 5 agosto 2004 a Graz. A lui è intitolato il Premio commemorativo Hans Kinsky.

## Discendenza
Hans Kinsky von Wchinitz und Tettau ed Eleonore von und zu Trauttmansdorff-Weinsberg ebbero tre figlie e un figlio:
- Henriette Eleonore Maria Elena (Vienna, 18 ottobre 1965), sposò Philippe Rowland (1961) il 27 agosto 1988 a Stadl;[13]
- Andreas Johannes Josef (Vienna, 18 maggio 1967), sposò Christiane von Oswald (1971) il 30 giugno 1996 ad Attersee:[14]
  - Carlotta Ilaria Maria (Monaco di Baviera, 18 ottobre 2002);
  - Maximilian Christoph Johannes (Monaco di Baviera, 27 settembre 2005);
  - Philipp Diego Hermann Valerius Maria (2007);
  - Nikolaus Sylvester Johannes Maria (2010);
  - Otto Christian Alexander Maria (2013);
  - Franziska (2017).
- Aglaë Maria Monika (Graz, 26 luglio 1970), sposò Dominik von Ludwigstorff (1965), barone di Goldlamb, il 1⁰ luglio 1995 a Stadl:[15]
  - Paulina;
  - Lori;
  - Alfons;
  - Johannes;
  - Isabel.
- Marie Sophie Eugenie (Graz, 27 luglio 1973).

## Titoli e trattamento
- 22 marzo 1937 - 5 agosto 2004: Conte Hans Kinsky von Wchinitz und Tettau

## Ascendenza
|                                                  |                        |                                       | Genitori                             |  |  | Nonni |  |  | Bisnonni                                             |  |  | Trisnonni                             |  |
|                                                  |                        |                                       |                                      |  |  |       |  |  | Ferdinand Bonaventura Kinsky von Wchinitz und Tettau |  |  | Rudolf Kinsky von Wchinitz und Tettau |  |
|                                                  |                        |                                       |                                      |  |  |       |  |  | Ferdinand Bonaventura Kinsky von Wchinitz und Tettau |  |  | Rudolf Kinsky von Wchinitz und Tettau |  |
|                                                  |                        | Wilhelmine von Colloredo-Mannsfeld    |                                      |  |  |       |  |  | Ferdinand Bonaventura Kinsky von Wchinitz und Tettau |  |  |                                       |  |
| Ferdinand Vincenz Kinsky von Wchinitz und Tettau |                        |                                       |                                      |  |  |       |  |  | Ferdinand Bonaventura Kinsky von Wchinitz und Tettau |  |  |                                       |  |
|                                                  |                        | Marie von und zu Liechtenstein        | Karl von und zu Liechtenstein        |  |  |       |  |  |                                                      |  |  |                                       |  |
|                                                  |                        | Marie von und zu Liechtenstein        | Karl von und zu Liechtenstein        |  |  |       |  |  |                                                      |  |  |                                       |  |
|                                                  |                        | Marie von und zu Liechtenstein        | Franziska von Wrbna und Freudenthal  |  |  |       |  |  |                                                      |  |  |                                       |  |
| Ferdinand Carl Kinsky von Wchinitz und Tettau    |                        | Marie von und zu Liechtenstein        |                                      |  |  |       |  |  |                                                      |  |  |                                       |  |
|                                                  |                        | Adolf von Auersperg                   | Karl Wilhelm II von Auersperg        |  |  |       |  |  |                                                      |  |  |                                       |  |
|                                                  |                        | Adolf von Auersperg                   | Karl Wilhelm II von Auersperg        |  |  |       |  |  |                                                      |  |  |                                       |  |
|                                                  |                        | Adolf von Auersperg                   | Friederike von Lenthe                |  |  |       |  |  |                                                      |  |  |                                       |  |
| Aglaë von Auersperg                              |                        | Adolf von Auersperg                   |                                      |  |  |       |  |  |                                                      |  |  |                                       |  |
|                                                  |                        | Johanna Festetics de Tolna            | Ernst Festetics de Tolna             |  |  |       |  |  |                                                      |  |  |                                       |  |
|                                                  |                        | Johanna Festetics de Tolna            | Ernst Festetics de Tolna             |  |  |       |  |  |                                                      |  |  |                                       |  |
|                                                  |                        | Johanna Festetics de Tolna            | Johanna Kotz z Dobrze                |  |  |       |  |  |                                                      |  |  |                                       |  |
| Hans Kinsky von Wchinitz und Tettau              |                        | Johanna Festetics de Tolna            |                                      |  |  |       |  |  |                                                      |  |  |                                       |  |
|                                                  | Johann Ledebur-Wicheln | Adolf von Ledebur-Wicheln             |                                      |  |  |       |  |  |                                                      |  |  |                                       |  |
|                                                  | Johann Ledebur-Wicheln | Adolf von Ledebur-Wicheln             |                                      |  |  |       |  |  |                                                      |  |  |                                       |  |
|                                                  | Johann Ledebur-Wicheln | Johanna von Nostitz-Rieneck           |                                      |  |  |       |  |  |                                                      |  |  |                                       |  |
| Eugen Ledebur-Wicheln                            | Johann Ledebur-Wicheln |                                       |                                      |  |  |       |  |  |                                                      |  |  |                                       |  |
|                                                  |                        | Karoline Czernin von und zu Chudenitz | Jaromir Czernin von und zu Chudenitz |  |  |       |  |  |                                                      |  |  |                                       |  |
|                                                  |                        | Karoline Czernin von und zu Chudenitz | Jaromir Czernin von und zu Chudenitz |  |  |       |  |  |                                                      |  |  |                                       |  |
|                                                  |                        | Karoline Czernin von und zu Chudenitz | Karoline Schaffgotsche               |  |  |       |  |  |                                                      |  |  |                                       |  |
| Henriette Caroline von Ledebur-Wicheln           |                        | Karoline Czernin von und zu Chudenitz |                                      |  |  |       |  |  |                                                      |  |  |                                       |  |
|                                                  |                        | Heinrich Larisch von Moennich         | Johann Larisch von Moennich          |  |  |       |  |  |                                                      |  |  |                                       |  |
|                                                  |                        | Heinrich Larisch von Moennich         | Johann Larisch von Moennich          |  |  |       |  |  |                                                      |  |  |                                       |  |
|                                                  |                        | Heinrich Larisch von Moennich         | Franziska Kast von Ebelsberg         |  |  |       |  |  |                                                      |  |  |                                       |  |
| Eleonore Larisch von Moennich                    |                        | Heinrich Larisch von Moennich         |                                      |  |  |       |  |  |                                                      |  |  |                                       |  |
|                                                  |                        | Henriette Larisch von Mönnich         | Leo Larisch von Mönnich              |  |  |       |  |  |                                                      |  |  |                                       |  |
|                                                  |                        | Henriette Larisch von Mönnich         | Leo Larisch von Mönnich              |  |  |       |  |  |                                                      |  |  |                                       |  |
|                                                  |                        | Henriette Larisch von Mönnich         | Elena Stirbey                        |  |  |       |  |  |                                                      |  |  |                                       |  |
|                                                  |                        | Henriette Larisch von Mönnich         |                                      |  |  |       |  |  |                                                      |  |  |                                       |  |